# Karel Žlábek (Ökonom)
Karel Žlábek (geboren 12. August 1900 in Čanovice, Okres Kladno, Österreich-Ungarn; gestorben 16. April 1984) war ein tschechischer Ökonom. Er engagierte sich in den 1970er-Jahren für ein Tunnelprojekt, das die Tschechoslowakei mit der Adria verbinden sollte.

## Leben
Karel Žlábek studierte Wirtschaftsingenieurwesen an der Technischen Hochschule Prag und wurde an der Universität Zürich in Wirtschaftswissenschaften promoviert. Er habilitierte 1936 an der TH Prag und arbeitete dort bis zur deutschen Besetzung der Tschechoslowakei 1939 als Hochschuldozent, als er entlassen wurde. Žlábeks Bruder wurde von der deutschen Besatzung ermordet und Žlábek floh 1944 in die Slowakei. Nach Kriegsende wurde Žlábek wieder an der TH angestellt, wurde zum Professor ernannt und mit der Neuorganisation des betriebswirtschaftlichen Studiums beauftragt. 1950 wurde er von den Kommunisten entlassen. Er erhielt Rufe nach Polen und nach Argentinien, bekam aber keine Ausreiseerlaubnis.
Žlábek engagierte sich in den 1970er-Jahren für das Adriaport-Projekt (auch Tunnel Tschechoslowakei–Adria / Tunel ČSSR–Jadran), mit dem ein exterritorialer Eisenbahntunnel den mitteleuropäischen Binnenstaats Tschechoslowakei an den Hochseeschifffahrtsverkehr in der Adria anschließen sollte. Der Entwurf wurde 1967 erstmals vorgestellt. Das beim Tunnelbau ausgegrabene Erdreich aus der Tschechoslowakei, Österreich und Jugoslawien sollte für die Errichtung einer künstlichen Insel im Adriatischen Meer bei Koper dienen. Die Insel namens Adriaport sollte Teil der Tschechoslowakei werden. Žlábek konnte für die Idee den kommunistischen tschechoslowakischen Präsidenten Gustáv Husák interessieren.
Žlábek starb 1984. Sein Grab befindet sich auf dem Friedhof Malvazinky.

## Schriften (Auswahl)
- Ueber die Wirtschaftsorganisation einer mittleren Maschinenfabrik mit Serienfabrikation. Bratislava, 1925. Dissertation Zürich, 1925
- Diagramy „Z“ : příspěvek k podnikové ekonometrii. Prag, 1940
- Wirtschaftslehre der Unternehmung in Hauptgedanken ihrer theoretischen Begründung. München, 1968
- Equalization of the Land-Locked and Coastal States in the World Economy, Research Reports in Social Science, vol. 10/1, 1967, S. 1–33.